# Lake Santee
Lake Santee – jednostka osadnicza w Stanach Zjednoczonych, w stanie Indiana, w hrabstwie Decatur.